# Ben Hermans
Ben Hermans (* 8. Juni 1986 in Hasselt) ist ein belgischer Radrennfahrer.

## Sportliche Laufbahn
Ben Hermans wurde 2004 in Wachtebeke belgischer Meister im Einzelzeitfahren der Junioren.
Bei den Erwachsenen gewann Hermans 2008 er für das Continental Team mit dem Grand Prix des Marbriers sein erstes internationales Straßenrennen der Eliteklasse. 2010 erhielt er seinen ersten Vertrag bei einem ProTeam, dem Team RadioShack.
Seinen bis dahin größten Erfolg feierte Hermans 2015 als Mitglied beim BMC Racing Team mit dem Gewinn des Pfeils von Brabant. 2017 gewann er die Gesamtwertung und zwei Etappen der Tour of Oman. In den Jahren 2018 und 2019 gewann er jeweils die Gesamtwertung der Österreich-Rundfahrt. Er gewann die Gesamtwertungen der Tour of Utah und des Arctic Race of Norway 2021.

## Erfolge

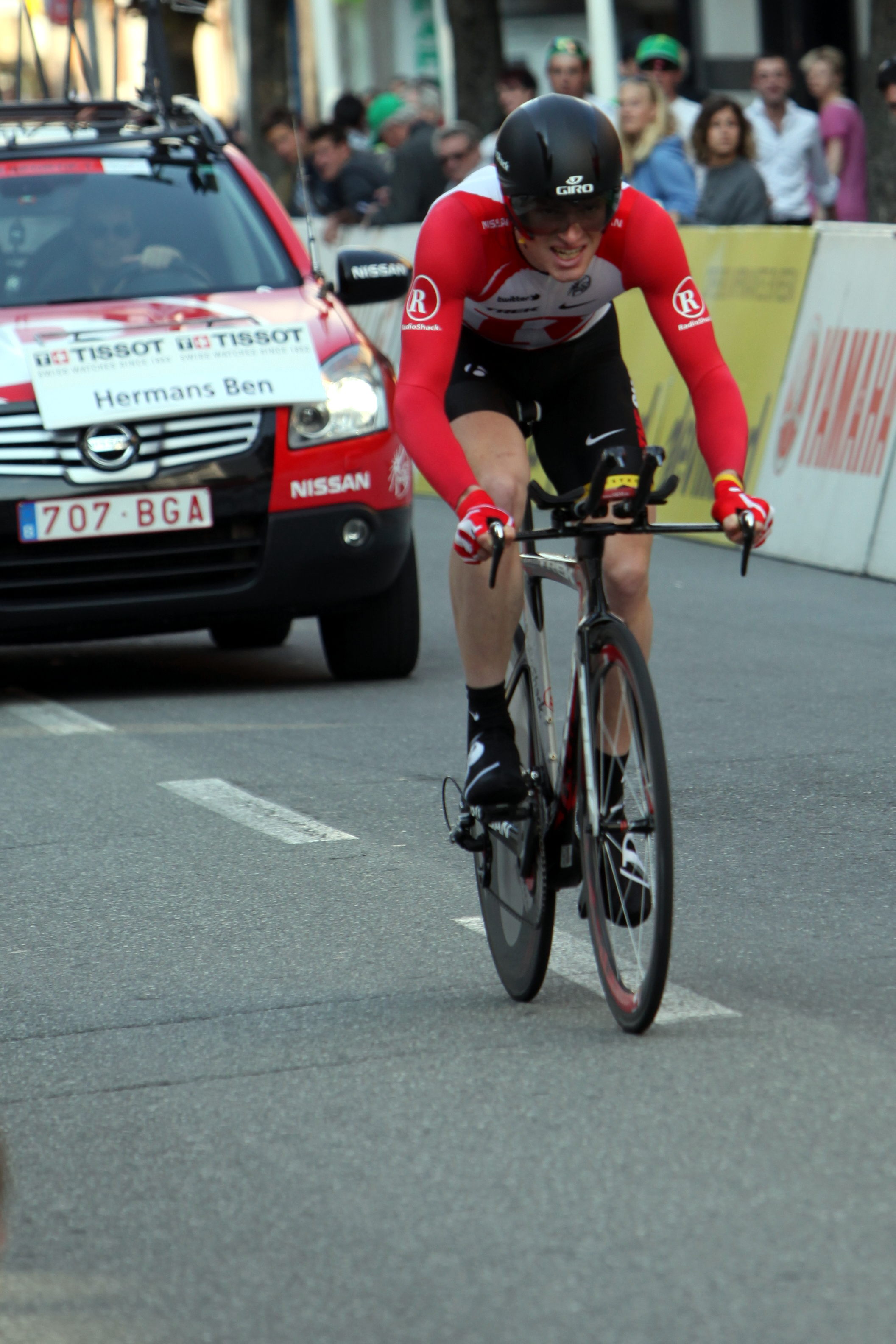
Hermans bei der Tour de Romandie 2011

2004
- Belgischer Meister – Einzelzeitfahren (Junioren)

2008
- Grand Prix des Marbriers

2010
- eine Etappe Belgien-Rundfahrt

2011
- Trofeo Inca

2015
- De Brabantse Pijl
- eine Etappe Tour de Yorkshire
- eine Etappe Arctic Race of Norway

2016
- Belgische Meisterschaft – Einzelzeitfahren

2017
- Mannschaftszeitfahren Valencia-Rundfahrt
- Gesamtwertung und zwei Etappen Tour of Oman
- Mannschaftszeitfahren Katalonien-Rundfahrt

2018
- Gesamtwertung und eine Etappe Österreich-Rundfahrt

2019
- Gesamtwertung und eine Etappe Österreich-Rundfahrt
- Bergwertung Adriatica Ionica Race
- Gesamtwertung und zwei Etappen Tour of Utah

2021
- Giro dell’Appennino
- Gesamtwertung und eine Etappe Arctic Race of Norway
- eine Etappe Tour du Poitou-Charentes

## Grand-Tour-Platzierungen
| Grand Tour            | 2012 | 2013 | 2014 | 2015 | 2016 | 2017 | 2018 | 2019 | 2020 | 2021 | 2022 | 2023 | 2024 |
| --------------------- | ---- | ---- | ---- | ---- | ---- | ---- | ---- | ---- | ---- | ---- | ---- | ---- | ---- |
| Giro d’ItaliaGiro     | 73   | –    | 72   | –    | –    | DNF  | 45   | –    | –    | –    | –    | –    | –    |
| Tour de FranceTour    | –    | –    | –    | –    | –    | –    | –    | –    | 68   | –    | –    | –    | –    |
| Vuelta a EspañaVuelta | –    | 61   | –    | –    | 14   | –    | –    | –    | –    | –    | –    | –    | –    |